# Der Mann ohne Nerven (1924)
Der Mann ohne Nerven ist ein deutscher Abenteuerstummfilm von und mit Harry Piel aus dem Jahre 1924.

## Handlung
Harry Peel hat sich als Autor eines Sensationsromans einen Namen geschaffen und wird von der Frauenwelt umschwärmt. Zur gleichen Zeit verübt ein Verbrecher, den er einst der Polizei übergeben und den er in seinem Roman literarisch unsterblich gemacht hatte, einen Anschlag auf ihn. Doch dieser misslingt, und der Gangster muss erneut hinter Gittern. Der Mann ohne Nerven hat darüber hinaus noch ein anderes Problem am Hals, das allerdings eher romantischer Natur ist: 
Ein Freund von ihm hat mehrere Gläubiger am Hals, die unbedingt ihr Geld zurückhaben wollen. Harry kommt daher auf die Idee, dass sein Kumpel unbedingt eine reiche Braut benötigt. Als die Auserwählte in einem Fesselballon gegen ihren Willen hinfort zu schweben droht, rettet der Sensationsautor die Holde unter Einsatz seines Lebens. Es kommt wie es kommen muss: beide verlieben sich ineinander und werden ein Paar. Die Geldsorgen des Freundes erledigen sich – wie es der Filmzufall will – auf wundersame Weise wie von selbst.

## Produktionsnotizen
Im Mai 1924 hatte Harry Piel die Hape-Film-Co. GmbH gegründet. Als erster Film entstand Der Mann ohne Nerven in Berlin-Staaken und im Efa-Atelier am Zoo. Der Film passierte die Zensur am 3. Dezember 1924 und wurde am 5. Dezember 1924 im Alhambra am Kurfürstendamm uraufgeführt. Der Streifen war sieben Akte lang und besaß eine Länge von 2709 Metern. Ein Jugendverbot wurde ausgesprochen.
Die Filmbauten wurden von Fritz Kraencke entworfen. Co-Autor Edmund Heuberger hatte auch die Aufnahmeleitung.
Oskar Kalbus’ Vom Werden deutscher Filmkunst beschrieb 1935 das Prinzip Pielscher Filme wie folgt: „Schon in den Sensationsfilmen der Kriegszeit war Harry Piel der „Mann ohne Nerven“. Er ist immer der alte geblieben, der seine Sensationen mit der ihm eigentümlichen Meisterung von Eleganz und Bravour ausführt. Es gehört in allen seinen Filmen zu seinem persönlichen Pech, dass ihm stets Verbrecher nachsetzten, oder aber er ist Befreier der verfolgten Unschuld. Das gefällt besonders den Frauen. Deshalb gehörte Harry Piel zu den populärsten Schauspielern der deutschen Leinwand in der Stummfilmzeit.“

## Kritik
Paimann’s Filmlisten resümierte: "Das Ganze ist unter dem Gesichtswinkel dieses originellen Genres zu betrachten, in dieser Hinsicht aber als äußerst spannend, durchwegs flott inszeniert und gut dargestellt anzusprechen, um so mehr als diesmal die sonst in der Handlung der Harry Piel-Filme auftretenden Übertreibungen größtenteils fehlen. Auch die Photos und die Aufmachung sind gut, Außenaufnahmen von Paris besonders zu erwähnen."